# Алтенплен
Алтенплен (њем. Altenpleen) општина је у њемачкој савезној држави Мекленбург-Западна Померанија. Једно је од 64 општинска средишта округа Нордфорпомерн. Према процјени из 2010. у општини је живјело 972 становника. Посједује регионалну шифру (AGS) 13057005.

## Географија
Алтенплен се налази у савезној држави Мекленбург-Западна Померанија у округу Нордфорпомерн. Општина се налази на надморској висини од 3 метра. Површина општине износи 20,0 km².

## Становништво
У самом мјесту је, према процјени из 2010. године, живјело 972 становника. Просјечна густина становништва износи 49 становника/km².